# Шифф, Пётр Александрович
Пётр Александрович Шифф (1849—1909) — генерал-лейтенант русской императорской армии. математик, заслуженный профессор Михайловской артиллерийской академии (1901). Член-учредитель Санкт-Петербургского математического общества.

## Биография
Родился 2 (14) ноября 1849 года (в словаре Брокгауза и Ефрона — в 1848 году). 
Его брат — генерал-майор Павел Александрович Шифф.
Окончил Михайловское артиллерийское училище и Михайловскую артиллерийскую академию.
Преподавал в артиллерийской академии и на высших женских курсах, профессор. С 1890 года член-учредитель, секретарь (по 1903) Петербургского математического общества.
С 1880 года штатный военный преподаватель, с 1891 года экстраординарный профессор, с 1893 года ординарный профессор и с 1901 года назначен заслуженным ординарным профессором Михайловской артиллерийской академии.
Был редактором отделов артиллерии и физико-математических наук в «Энциклопедии военных и морских наук» и поместил в ней ряд статей.
Жена — Вера Иосифовна (1858? — 1919), математик, профессор высших женских курсов Петроградского университета.
Умер 29 марта (11 апреля) 1909 года. Похоронен на Смоленском православном кладбище в Санкт-Петербурге (уч. 180).